# زیردریایی یو-۳۲۳
زیردریایی یو-۳۲۳ (به انگلیسی: German submarine U-323) یک زیردریایی بود که طول آن ۶۷٫۱۰ متر (۲۲۰ فوت ۲ اینچ) بود. این زیردریایی در سال ۱۹۴۴ ساخته شد.